# Похоронне богослужіння
Чин по́хорону, або відспі́вування — заупокійне богослужіння в християн, мусульман, юдеїв та представників інших віросповідань.
У християн супроводжується молитвами та псалмами, насамперед відправою Божественної Літургії, яка в давнину здійснювалась на самому цвинтарі, як це відомо із життя святої Моніки, матері святого Августина, та із життєписів інших святих, передусім, мучеників.
У процесі кількох століть на основі відповідних молитов, псалмів Церквою були складенні аж чотири різні чини похорону, а саме:
- похорон мирян;
- похорон священиків;
- похорон монахів;
- похорон дітей.